# Mitú
Pour les articles homonymes, voir Mitu.
Mitú est une commune de Colombie, chef-lieu du département de Vaupés. Elle est située près du fleuve río Vaupés dans la partie sud-est de la Colombie et sur la frontière avec le Brésil. Avec près de 16 422 km2 et une population de 16 580 habitants, Mitú se caractérise pour être une municipalité de transition entre les plaines sèches de l'Orinoquía et la forêt humide amazonienne. Ses températures oscille entre 25° et 30 °C. Elle est à une distance de 600 kilomètres au sud de Bogotá. La pêche de différentes espèces de poissons et les récoltes de fruits cultivés et sauvages, font partie des principales activités de la municipalité.